# Rajon Berestyn
Der Rajon Berestyn (ukrainisch Красноградський район/Berestynskyj rajon; russisch Красноградский район/Berestinski rajon) ist eine 1923 gegründete Verwaltungseinheit innerhalb der Oblast Charkiw im Osten der Ukraine.
Der Rajon hat eine Fläche von 4335 km² und eine Bevölkerung von etwa 100.000 Einwohnern, der Verwaltungssitz befindet sich in namensgebenden Stadt Berestyn.
Am 17. Juli 2020 kam es im Zuge einer großen Rajonsreform zur Auflösung des alten Rajons und einer Neugründung unter Vergrößerung des Rajonsgebietes um die Rajone Kehytschiwka, Sachnowschtschyna und Satschepyliwka sowie die südlichen Teile des Rajons Nowa Wodolaha.
2024 wurde der Rajon wie auch sein Verwaltungssitz in Berestyn umbenannt.

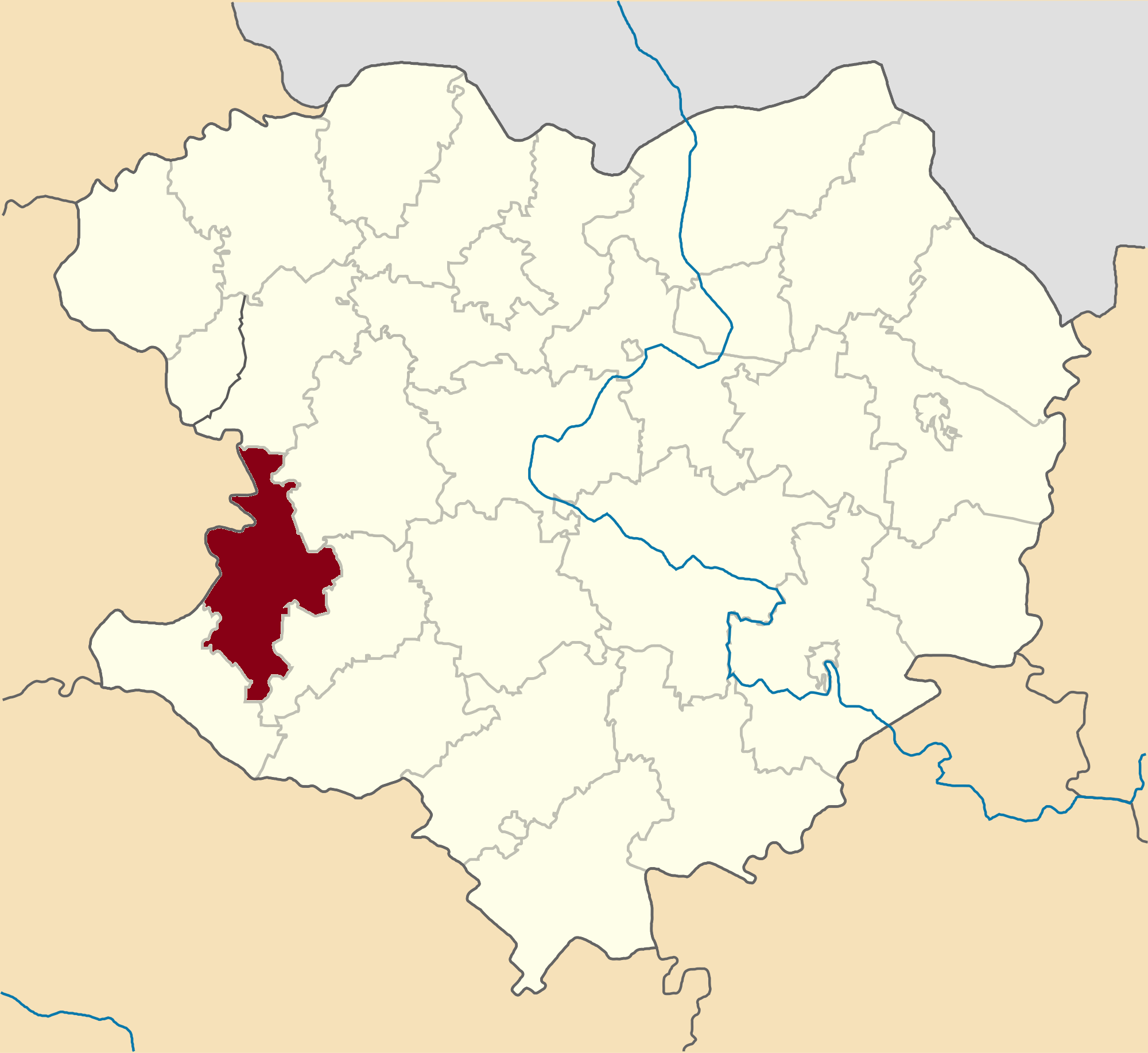
Rajonsgebiet bis Juli 2020
Rajonsgebiet ab Juli 2020

## Geographie
Der Rajon liegt im Südwesten der Oblast Charkiw. Er grenzt im Norden an den Rajon Bohoduchiw, im Nordosten an den Rajon Charkiw und den Rajon Tschuhujiw, im Osten an den Rajon Losowa, im Süden an den Rajon Pawlohrad (in der Oblast Dnipropetrowsk gelegen), im Südwesten an den Rajon Nowomoskowsk (Oblast Dnipropetrowsk) sowie im Westen an den Rajon Poltawa (in der Oblast Poltawa gelegen).

## Administrative Gliederung
Auf kommunaler Ebene ist der Rajon in 6 Hromadas (1 Stadtgemeinde, 3 Siedlungsgemeinden, 2 Landgemeinden) unterteilt, denen jeweils einzelne Ortschaften untergeordnet sind.
Zum Verwaltungsgebiet gehören:
- 1 Stadt
- 4 Siedlungen städtischen Typs
- 205 Dörfer
- 10 Ansiedlungen

Die Hromadas sind im Einzelnen:
- Stadtgemeinde Berestyn
- Siedlungsgemeinde Kehytschiwka
- Siedlungsgemeinde Satschepyliwka
- Siedlungsgemeinde Sachnowschtschyna
- Landgemeinde Natalyne
- Landgemeinde Starowiriwka

Bis Juli 2020 waren er in 1 Stadtratsgemeinden und 13 Landratsgemeinden unterteilt, denen jeweils einzelne Ortschaften untergeordnet waren.
Zum Verwaltungsgebiet gehörten:
- 1 Stadt
- 48 Dörfer
- 7 Ansiedlungen

### Stadt
| Siedlungen städtischen Typs | Siedlungen städtischen Typs | Siedlungen städtischen Typs |
| Name                        | Name                        | Name                        |
| ukrainisch transkribiert    | ukrainisch                  | russisch                    |
| --------------------------- | --------------------------- | --------------------------- |
| Krasnohrad                  | Красноград                  | Красноград (Krasnograd)     |

### Dörfer und Siedlungen
| Dörfer                   | Dörfer     | Dörfer                 | Dörfer            |
| Name                     | Name       | Name                   | Gemeindezuordnung |
| ukrainisch transkribiert | ukrainisch | russisch               | Gemeindezuordnung |
| ------------------------ | ---------- | ---------------------- | ----------------- |
| Natalyne                 | Наталине   | Наталино (Natalino)    | Natalyne          |
| Uljaniwka                | Улянівка   | Ульяновка (Uljanowka)  | Natalyne          |
| Siedlungen               |            |                        |                   |
| Doslidne                 | Дослідне   | Дослидное (Doslidnoje) | Krasnohrad        |
| Kumy                     | Куми       | Кумы                   | Krasnohrad        |
| Stepowe                  | Степове    | Степовое (Stepowoje)   | Krasnohrad        |